# Scrambled Wives
Scrambled Wives è un film muto del 1921 diretto da Edward H. Griffith. La sceneggiatura è basata sul lavoro teatrale Scrambled Wives di Adelaide Matthews e Martha M. Stanley che debuttò a Broadway il 5 agosto 1920.
Il film fu prodotto da Marguerite Clark e fu anche l'ultima interpretazione dell'attrice che, dopo questa pellicola, si ritirò dagli schermi.

## Trama
Sorpresa nella sua camera con un uomo, John Chiverick, durante una festa di mezzanotte, Mary Lucille viene espulsa dalla scuola. Mary Lucille e John, allora, si sposano ma il padre di lei fa annullare il matrimonio.
La ragazza viene inviata in Europa da dove torna due anni più tardi. In società, si presenta come una vedova, la signora Lucille Smith. Conosce e si innamora di Larry McLeod ma, a un party, rivede John che, nel frattempo, si è sposato. I due ex innamorati cercano in ogni modo di nascondere ai loro partner la relazione che li lega con quel primo matrimonio, e finiscono per creare tutta una serie di equivoci e di complicazioni.

## Produzione
Fu l'unico film prodotto dalla Marguerite Clark Productions.

## Distribuzione
Distribuito dalla First National Pictures, uscì nelle sale cinematografiche statunitensi nel marzo 1921.